# Holiday (filme de 1930)
Holiday é um filme estadunidense de 1930, dos gêneros comédia romântica e comédia dramática, realizado por Edward H. Griffith. 
Oito anos depois, George Cukor faria um remake homônimo.

## Sinopse
O filme conta a história de um playboy que está dividido entre seu estilo de vida de pensamento livre e a sua noiva rica de família tradicional.

## Elenco
- Ann Harding ...  Linda Seton
- Mary Astor ... Julia Seton
- Edward Everett Horton ... Nick Potter
- Robert Ames ... Johnny Case
- Hedda Hopper ...  Susan Potter
- Monroe Owsley ... Ned Seton
- William Holden ... Edward Seton
- Elizabeth Forrester ... Laura
- Mabel Forrest ... Mary Jessup
- Creighton Hale ... Pete Hedges
- Hallam Cooley ... Seton Cram
- Mary Forbes  Pritchard Ames

## Principais prémios e nomeações
Óscar 1931 (EUA)
- Indicado nas categorias de melhor atriz (Ann Harding) e melhor roteiro adaptado.[1]